# Three Slaps
«Three Slaps» es el primer episodio y estreno de la temporada de la tercera temporada de la serie de televisión de comedia dramática Atlanta. Se emitió el 24 de marzo de 2022, en FX. El episodio de 36 minutos, se emitió de forma consecutiva con el episodio, «Sinterklaas is Coming to Town», fue escrito por el productor ejecutivo Stephen Glover, y dirigido por el productor ejecutivo Hiro Murai.
La serie está ambientada en Atlanta y sigue a Earnest «Earn» Marks, mientras intenta redimirse a los ojos de su exnovia Van, que es también la madre de su hija Lottie; así como de sus padres y de su primo Alfred, que rapea bajo el nombre artístico de «Paper Boi»; y de Darius, la excéntrica mano derecha de Alfred. Para la temporada, los personajes se encuentran en Europa en medio de una gira europea. 
El episodio se centra en el sueño que tiene Earn de un niño afroamericano, Loquareeous, que vive con su madre y su abuelo y es bullicioso en la escuela. Los profesores y administradores blancos de su escuela están preocupados por el comportamiento emocional y físicamente abusivo de su madre y sus abuelos, y llaman a los servicios sociales cuando la familia de Loquareeous le agrede físicamente delante de la orientadora. Por errores de comunicación, acaba en un hogar de acogida con dos mujeres blancas y hippies, que han adoptado a otros niños negros que trabajan silenciosamente para ellas en su casa y su jardín. El episodio se inspiró en los asesinatos de la familia Hart. 
Según Nielsen Media Research, el episodio fue visto por 0.310 millones de personas durante su emisión original y obtuvo una cuota de audiencia de 0.1 entre los adultos de 18 a 49 años. El episodio recibió elogios de la crítica, que alabó las actuaciones, la dirección, la escritura, la cinematografía y el ambiente espeluznante. 
El episodio también fue elogiado por no actuar como un estreno de facto, ya que ninguno de los personajes principales, aparte de Earn, aparece, ni se mencionan los acontecimientos de la primera y segunda temporada.

## Argumento
En el Lago Lanier de noche, White, un hombre blanco (Tobias Segal) y Black, un hombre negro (Tyrell Munn), están en el agua en un pequeño bote, pescando cerca de un puente. El hombre blanco cuenta una historia sobre el pueblo que tienen debajo, un pueblo negro, que fue inundado para hacer el lago. En el proceso, dice, la gente que se negó a irse se ahogó, y el lago está ahora embrujado. Dice que estas personas negras eran tan prósperas y exitosas que eran «casi blancas», abriendo una discusión sobre lo que constituye la «blancura», en la que proclama que tanto los negros como los blancos están malditos. A medida que la escena se vuelve más oscura, el hombre blanco se da la vuelta para revelar que le faltan los ojos y el hombre negro es agarrado por las manos de las almas de los negros en el lago.
A continuación, la escena se traslada a un aula y al sueño de un niño afroamericano llamado Loquareeous (Christopher Farrar), que se ha quedado dormido en su pupitre. Cuando la maestra anuncia que harán una excursión para ver la nueva película de Black Panter, Loquareeous baila de alegría, animado por sus compañeros. Pero la maestra lo desaprueba y se mete en problemas cuando sigue bailando a pesar de que ella le ordena que se detenga. La madre y el abuelo de Loquareeous se reúnen con el director y el consejero. Mientras su madre insiste en que su hijo sea castigado, el consejero sugiere que Loquareeous se comporta así porque el trabajo escolar es demasiado exigente para él, y que debe estar en educación especial, con los niños con discapacidades mentales. El consejero se encuentra con su madre en el pasillo, mientras ella le da a Loquareeous una intensa advertencia sobre cómo los blancos pueden dañarlo y matarlo si no se toma sus reglas en serio. Su abuelo también le da tres bofetadas. La consejera blanca reconoce este abuso y denuncia los hechos a los servicios de protección de menores, que se presentan en casa de Loquareeous junto con la policía. Su madre cree erróneamente que Loquareeous ha llamado a la policía para denunciar a su familia. Dolida, y sin darse cuenta de lo que realmente ha ocurrido, lo echa de casa. 
Loquareeous es puesto en un hogar de acogida, donde un matrimonio de lesbianas blancas formado por Amber (Laura Dreyfuss) y Gayle (Jamie Neumann) son sus nuevas madres. Tienen tres hijos negros adoptados: Lanre, Yves y Fatima, que son totalmente silenciosos, enfermizos y delgados, y sólo se comunican con él con sus ojos y expresiones faciales. Loquareeous empieza a notar un comportamiento extraño con Amber y Gayle, que parecen obligar a los niños a adoptar su estilo de vida alternativo y se frustra aún más cuando le apodan «Larry» por su nombre largo y «difícil». Durante la cena, Loquareeous se queja de que la comida escasa y poco hecha es «asquerosa». Gayle tiene un arrebato violento y rompe el teléfono cuando una persona que llama interrumpe la cena. 
Al día siguiente, los niños mal alimentados son obligados a trabajar en los huertos y luego a vender kombucha y productos en el mercado agrícola. En una serie de imágenes basadas en las fotos virales de Devonte Hart, Loquareeous es obligado a llevar un cartel de «abrazos gratis» y a colocarse delante de su puesto. Hambriento y asustado, y enfermo por haber comido el pollo crudo con el que alimentan a los niños, Loquareeous huye de ellas y se encuentra a un policía, pidiéndole ayuda. Pero cuando llegan Amber y Gayle, insisten en que son sus madres y que todos sus hijos tienen problemas, ya que han sido rescatados de hogares terribles y abusivos. El policía blanco le cree a las mujeres blancas, y no al niño, obliogando a Loquareeous a volver con las mujeres blancas. Las mujeres blancas utilizan entonces las fotos de Loquareeous aferrándose al policía con miedo para promocionarse como salvadoras blancas en los medios de comunicación. 
Después de que los vecinos informan de que los niños están enfermos y hambrientos, una nueva trabajadora de los servicios infantiles llega para inspeccionar la casa, donde observa el maltrato que reciben los niños. Gayle pide hablar con la trabajadora en privado y luego regresa sola, diciendo que «todo está bien». Esa noche, Loquareeous se ve perseguido por pesadillas relacionadas con algunos acontecimientos de la casa. Luego se despierta y baja las escaleras, donde Amber le dice que irán al Gran Cañón. Mientras se van en una furgoneta, Loquareeous se fija en una gran bolsa con forma de cuerpo junto al portapapeles y el bolígrafo de la trabajadora.
En la furgoneta, los chicos intercambian una conversación silenciosa en la que reconocen el extraño comportamiento de la mujer. Esa noche, Amber y Gayle salen al exterior y liberan a su perro. A continuación, vuelven a subir a la furgoneta y se marchan. Mientras se acercan al puente, se cogen de la mano, preparándose para cometer un asesinato-suicidio. De repente, Gayle se da cuenta de que su perro sigue a bordo y Loquareeous escapa del vehículo antes de que éste caiga por el puente. El vehículo se estrella en el Lago Lanier.
Loquareeous regresa a su anterior casa por la mañana y se pone a lavar los platos y otras tareas en silencio. Su madre se despierta y, mostrando poca emoción pero aliviada, lo acepta de nuevo en su casa. Ella cree que se ha escapado y no tiene ni idea del trauma al que ha sobrevivido. Ve la cobertura de las noticias sobre los otros niños al lado de la carretera: ellos también salieron del vehículo y sobrevivieron. Un indiferente Loquareeous cambia el canal a American Dad. Cuando la tabla del suelo empieza a crujir, se da la vuelta. La escena vuelve entonces a los personajes habituales de Atlanta de gira por Europa, con Earn (Donald Glover) despertando en una habitación de hotel junto a una mujer, sugiriendo que había soñado todos los acontecimientos del episodio.

## Producción

### Desarrollo
En febrero de 2022, FX anunció que el primer episodio de la temporada se titularía «Three Slaps» y que estaría escrito por el productor ejecutivo Stephen Glover, y dirigido por el productor ejecutivo Hiro Murai. Este fue el noveno crédito de escritura de Stephen Glover, y el decimoquinto crédito de dirección de Murai.

### Escritura
El episodio se inspiró en los asesinatos de la familia Hart en los que Jennifer Hart y su esposa, Sarah, asesinaron a sus seis hijos adoptados y a ellas mismos conduciendo el vehículo utilitario deportivo de la familia por un acantilado en Mendocino County, California. Loquareeous recrea varios momentos clave de la vida de Devonte Hart, que intentaba conseguir ayuda y escapar con sus hermanos, poco antes de que fueran asesinados por los padres adoptivos. Aunque el cuerpo de Devonte nunca fue encontrado, se le da por muerto. A diferencia del crimen de la vida real, en el que todos los niños fueron asesinados, en este capítulo concluye con los niños saliendo vivos y la pareja blanca muerta.

## Recepción

### Audiencia
El episodio fue visto por 0.310 millones de personas durante su emisión original, y obtuvo una cuota de audiencia de 0.1 en la franja demográfica de 18 a 49 años en la escala de audiencia de Nielson. Esto significa que el 0.1 por ciento de los hogares con televisión vieron el episodio. Esto supuso un descenso del 44% con respecto al episodio anterior, que fue visto por 0.553 millones de espectadores con un 0.3 en la franja demográfica de 18 a 49 años.

### Respuesta de la crítica
«Three Slaps» recibió elogios de la crítica. En el sitio web agregador de reseñas Rotten Tomatoes informó de un índice de aprobación del 95% para el episodio, basándose en 21 reseñas, con una calificación media de 8.8/10. El consenso crítico del sitio dice: «Atlanta se reintroduce con un estreno autocontenido que puede parecer inicialmente una digresión, pero que acaba reafirmando la tesis central de la serie con un poder espeluznante».
Michael Martin de The A.V. Club le dio al episodio una «A» y escribió: «No he podido quitarme este episodio de la cabeza durante días. Persigue y reverbera, produciendo el mismo tipo de resaca prolongada que los dramas de la noche del domingo de la HBO hicieron una vez». Ben Travers de IndieWire le dio al episodio una «A-» y escribió: «Sintonizar para la sorpresa fue incluso más divertido que desgarrar la discusión posterior. Mantener ese nivel de originalidad sin saltar el tiburón es difícil, especialmente después de tantos años (y tantos programas nuevos). Pero aquí estamos de nuevo. Atlanta ha vuelto, y con ella, nuestra embelesada atención».
Alan Sepinwall de Rolling Stone escribió: «Juntos, 'Three Slaps' y 'Sinterklaas is Coming to Town' son un recordatorio de todo lo que Atlanta puede ser y hacer, ya sea la cruda pesadilla de la primera o las travesuras de conjunto de la segunda». Darren Franich de Entertainment Weekly le dio al episodio una «A-» y escribió: «Los primeros años de la serie parecen proféticos ahora en muchos sentidos. Se ha aprovechado una vena profunda de la disparidad racial y la brutalidad capitalista, al tiempo que se ha clavado la ruina existencial completa de los medios de comunicación social justo antes de que el odio a Silicon Valley se convirtiera en la corriente principal. Los dos primeros episodios de la tercera temporada muestran que la serie está ampliando sus límites, incluso mientras reconstruye su base principal».
Jordan Taliha McDonald de Vulture le dio al episodio una calificación de 4 sobre 5 estrellas y escribió: «Este episodio fue un regreso duro, pero uno de los pequeños momentos de ternura fue cuando Loquareeous vuelve a casa con su madre. Si soy honesto, no estaba sintiendo a su madre, pero espero que haya sido el mejor plato de espaguetis que haya hecho nunca, porque después de todo lo que ha pasado... Ese bebé se lo merece». Dan Jackson, de Thrillist, escribió: «No se trata de una serie que se duerma en los laureles o que se apoye en éxitos pasados. De hecho, la serie ni siquiera se apoya en su carismático reparto para atraer a los espectadores de nuevo al redil». Kelly Lawler, de USA Today, le dio al episodio una calificación de 3.5 sobre 4 estrellas y escribió: «nunca se cuestionó si hay un lugar para Atlanta todos estos años después. Las buenas series de televisión son consistentes, pero las grandes saben cambiar y crecer con sus personajes y con los tiempos. Atlanta siempre ha sido una de las grandes».